# Gyapjasfejű keselyű

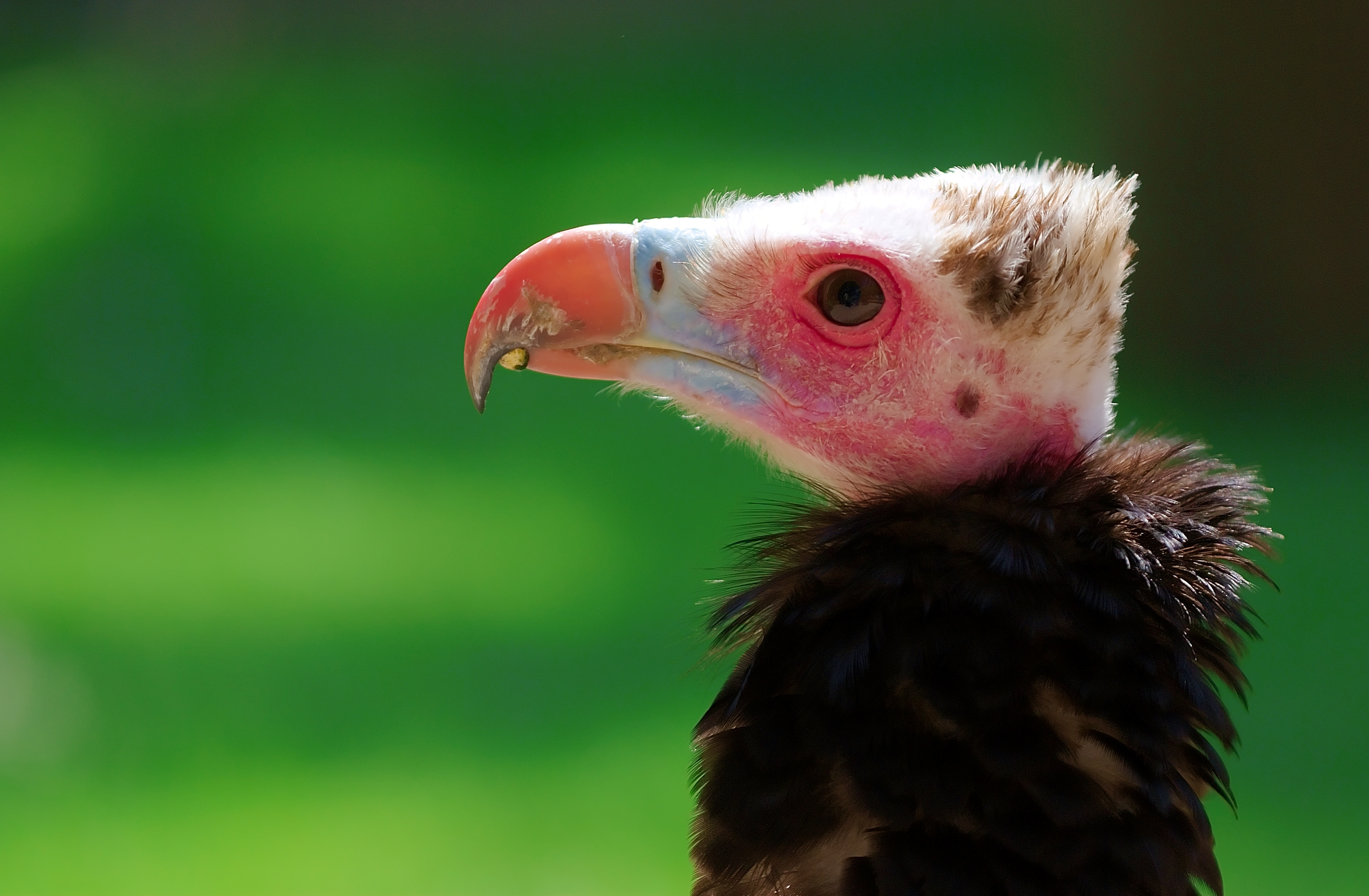
Portré

A gyapjasfejű keselyű (Trigonoceps occipitalis) a vágómadár-alakúak (Accipitriformes) rendjébe, ezen belül a vágómadárfélék (Accipitridae) családjába tartozó Trigonoceps nem egyetlen faja.

## Előfordulása
Afrika nagy részén honos. Szenegáltól keletre Szudánig előfordul, onnan délre pedig egészen a Dél-afrikai Köztársaság északi részéig megtalálható.
A nyíltabb területeket kedveli, amit nagy magasságból jól belát. Olykor egészen a tengerpartig ellátogat. Hegyvidékeken egészen 3000 méter magasságig felhatol.

## Megjelenése
Testhossza 76-85 centiméter, szárnyfesztávolsága pedig 230 centiméteres, testtömege 2,5-5,5 kilogramm.
Egyike a legszínesebb fajoknak az óvilági keselyűk között.
Teste egészen sötétbarna, majdnem fekete színű. Ebből élesen kiválik fehér színű hasa és szintén fehér evezőtollai. Feje igen színpompás. Feje tetején fehér színű tollakból álló "sapka" van, melyről nevét is kapta. Úgy tűnik, mintha egy félrecsúszot parókát viselne. Pofájának többi része világos rózsaszínű, olykor egészen vörös is lehet a táplálkozás során rákerült szennyeződések miatt. Szeme sárga. Csőrének tövén egy kobaltkék színű csupasz mező található. Csőre fénylő narancsvörös. Lába fénylő sárgás vagy narancsszínű. Karma igen erősek.
Széles szárnya van a vitorlázáshoz és hosszú lába a gyorsabb földön járáshoz.

## Életmódja
Többnyire magányosan vagy párosával él, de a nagyobb tetemek mellett, olykor több egyed is összeverődhet. Hatalmas szárnyát kiterjesztve nagy magasságban járőrözve keresi dögökből és hulladékokból álló táplálékát. A magasból kitűnő látása segítségével kutatja fel az elhullott állatokat.
Gyakran az első faj, amelyik megjelenik egy elhullott állatnál. Általában nem száll rögtön a tetem mellé, hanem kellő távolságra attól ér földet és utána lassan odagyalogol.
Csőre elég erős, hogy felnyithassa a tetemet és hozzáférhessen a  húshoz. A legtöbb keselyűfajjal ellentétben elég óvatosan táplálkozik, tollazata ritkán kenődik össze vérrel, ami a Gyps nembe sorolt keselyűknél mindennapos jelenség. Mivel nem jellemző, hogy csapatosan járna, a tetem megtalálása után idővel át kell engednie a helyet a nagyobb testű vagy nagyobb tömegben érkező fajoknak. Ilyenkor várakozik, vagy az azok által elejtett kisebb húsdarabokat fogyasztja.
Olykor maga is vadászik kisebb emlősökre vagy hüllőkre. Elfogyasztja a partra került halakat vagy puhatestűeket is, és ami nem jellemző a keselyűk többségére, olykor nagyobb rovarokra is vadászik és rajzáskor belakmározik a termeszekből is.

## Szaporodása
Fészkét fákra vagy bokrokra rakja ágakból. Belülről száraz fűvel béleli.
Egyetlen tojást rak, amelyet 55 napig felváltva költ mindkét szülőmadár. A kikelő fiókát is felváltva etetik. A fiatal madár többnyire négy hónapos korában hagyja el a fészket.

## Fordítás
- Ez a szócikk részben vagy egészben  a   Wollkopfgeier című német Wikipédia-szócikk fordításán alapul.  Az eredeti cikk szerkesztőit annak laptörténete sorolja fel. Ez a jelzés csupán a megfogalmazás eredetét és a szerzői jogokat jelzi, nem szolgál a cikkben szereplő információk forrásmegjelöléseként.